# Alkohol diacetonowy
Alkohol diacetonowy – organiczny związek chemiczny z grupy β-hydroksyketonów (tj. ketonów zawierających grupę hydroksylową przy drugim atomie węgla). W temperaturze pokojowej bezbarwna, palna ciecz o przyjemnym, słabym zapachu. Używany w syntezie chemicznej, a także jest jako rozpuszczalnik, dodatek do płynów hydraulicznych i paliw, a także podczas flotacji rud miedzi.

## Otrzymywanie
Można go otrzymać w wyniku kondensacji aldolowej dwóch cząsteczek acetonu, katalizowanej zasadą, np. wodorotlenkiem baru lub wodorotlenkiem wapnia:
Ponieważ jest to reakcja odwracalna, która w stanie równowagi zawieraj jedynie ok. 2% alkoholu diacetonowego, prowadzi się ją w aparacie Soxhleta, usuwając niżej wrzący aceton z mieszaniny reakcyjnej, co pozwala na prawie całkowitą konwersję acetonu do produktu.